# South Barrington
South Barrington é uma aldeia localizada no estado americano de Illinois, no Condado de Cook.

## Demografia
Segundo o censo americano de 2000, a sua população era de 3760 habitantes.
Em 2006, foi estimada uma população de 3960, um aumento de 200 (5.3%).

## Geografia
De acordo com o United States Census Bureau tem uma área de 17,8 km², dos quais 17,0 km² cobertos por terra e 0,8 km² cobertos por água.

## Localidades na vizinhança
O diagrama seguinte representa as localidades num raio de 8 km ao redor de South Barrington.